# 大荖里
大荖里位於台灣雲林縣土庫鎮中心區域，東鄰石廟里，南接興新里，西與崙內里為鄰，北接後埔里及虎尾鎮芳草里。

## 歷史
里名的由來是傳說清治時代庄內有位深具影響力的王姓大富豪，被尊稱為「大老」，他勢力所及的地盤，就被稱為「大老」，後被更名為「大荖」。台灣清治末期至日治初期，大荖地區為一街庄，稱為「大荖庄」，隸屬於大坵田堡
。1920年（大正九年），全台地方制度大改正，廢十二廳改設五州二廳，該庄改制為「大荖」大字，隸屬於臺南州虎尾郡土庫庄。1943年10月，土庫庄升格為土庫街。

## 政治

### 歷任里長
| 屆次 | 姓名   |
| ---- | ------ |
| 10   | 李日龍 |
| 11   | 楊見   |
| 12   | 楊見   |
| 13   | 楊見   |
| 14   | 楊見   |
| 15   | 楊見   |
| 16   | 楊見   |
| 17   | 楊見   |
| 18   | 楊見   |
| 19   | 周傳   |
| 20   | 周傳   |
| 21   | 周傳   |

## 聚落
大荖（tuā-láu）1-6鄰、好收（hué-sio-tsng）8鄰、下溪心（ē-khe-sim），又稱大荖溪心（tuā-láu-khe-sim）7鄰、下崁頂（ē-khàm-tíng）。

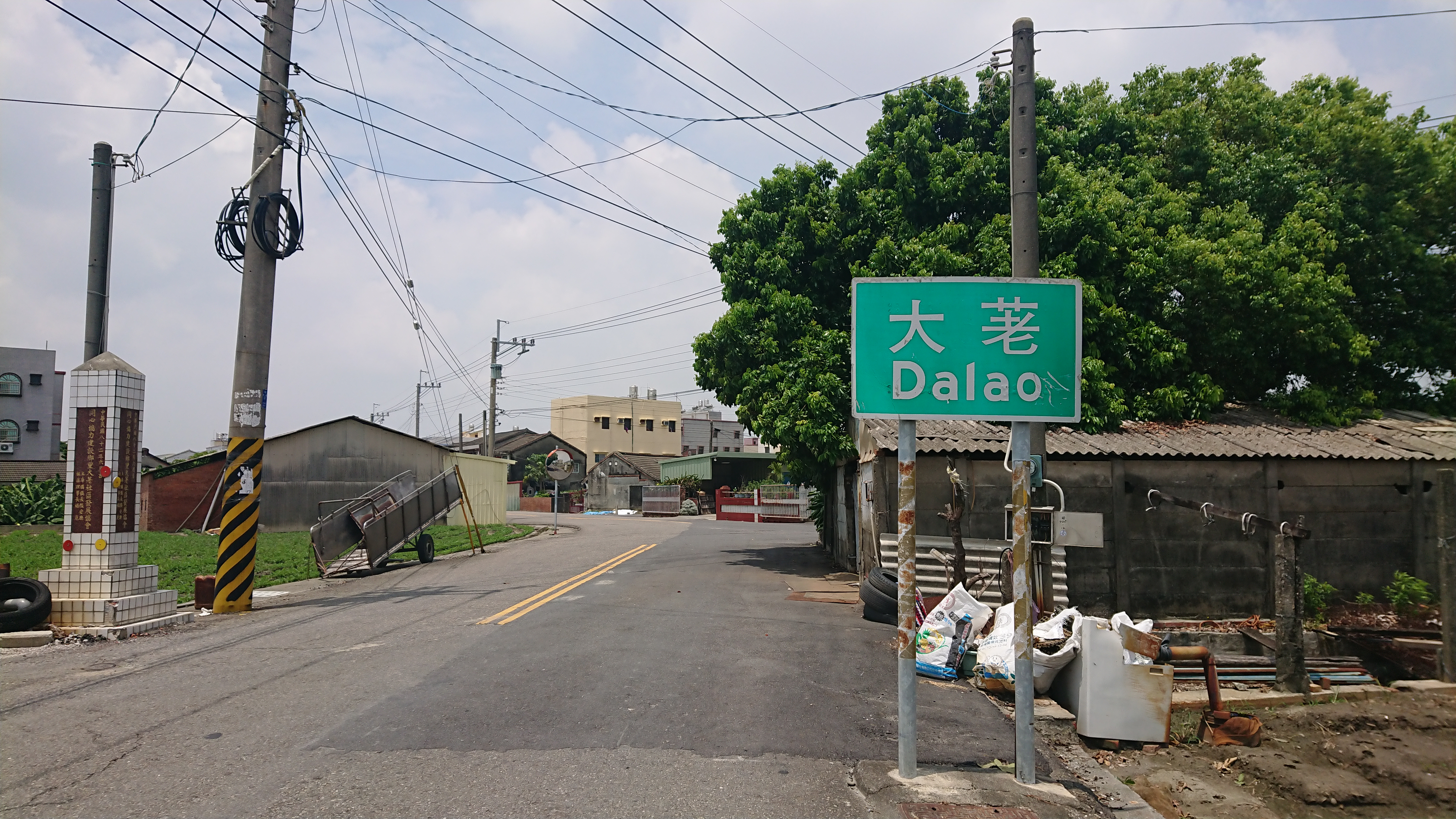
大荖庄地名牌

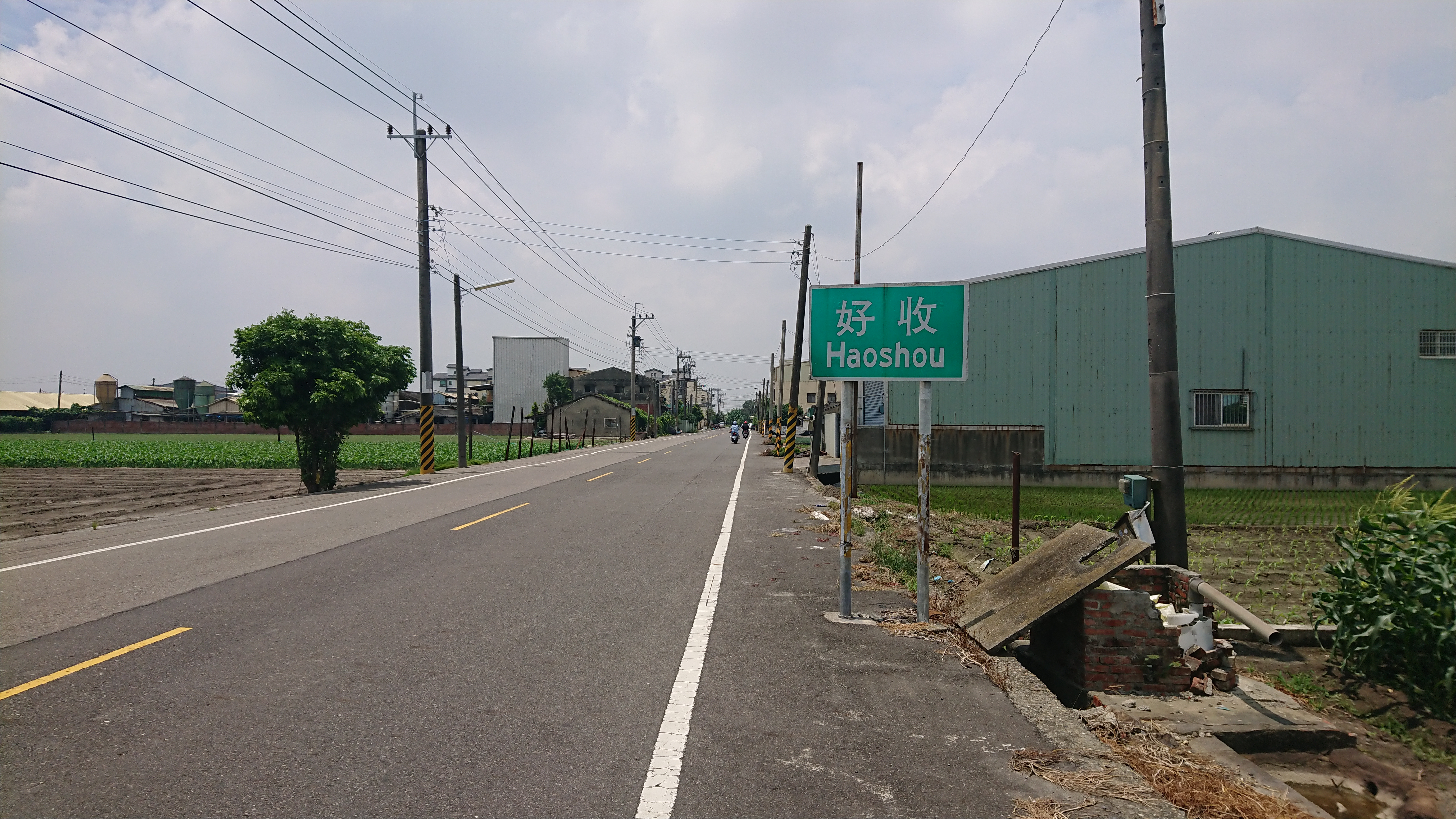
好收庄地名牌

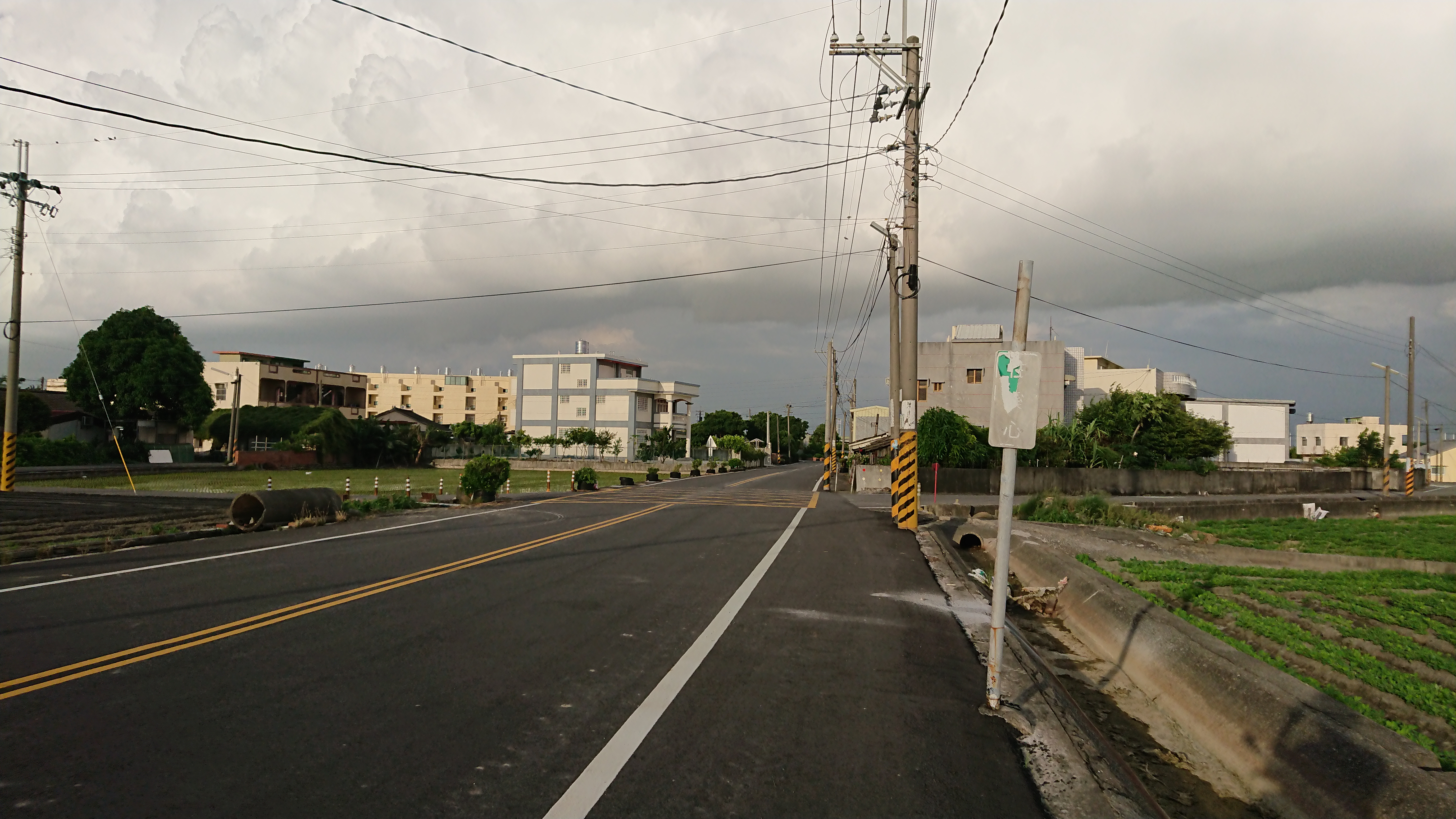
下溪心指標牌，前方即是聚落

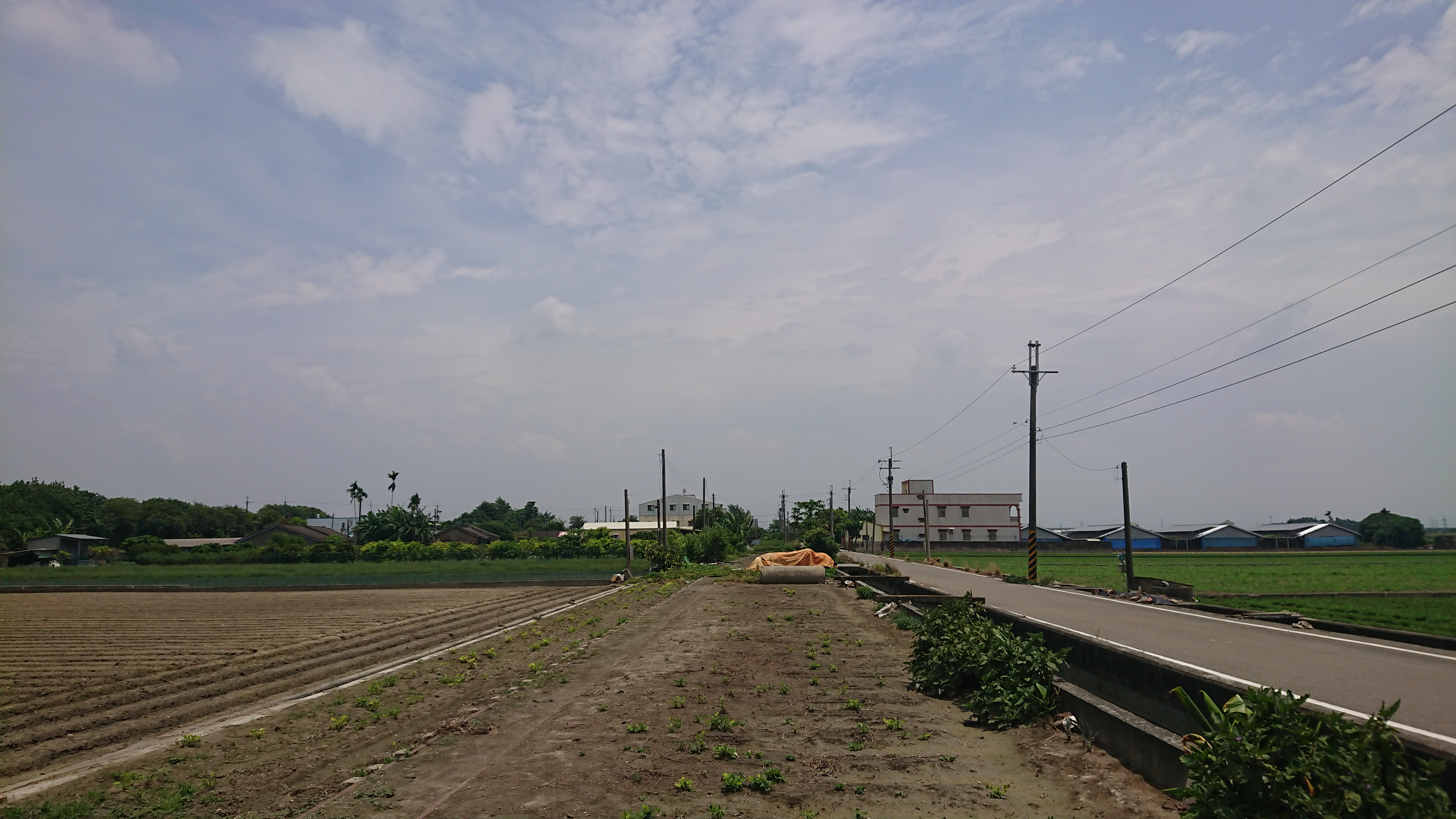
下崁頂庄全景與糖鐵大荖線廢線跡